# St. Nikolai (Brilon)

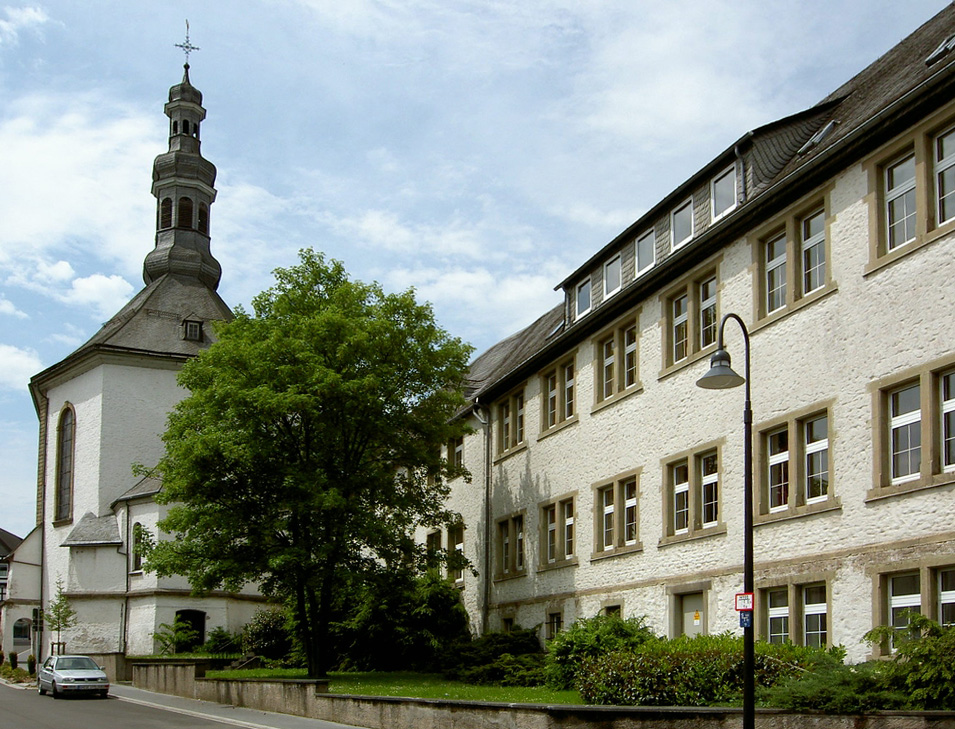
Gymnasium Petrinum (altes Gebäude) mit Nikolaikirche (Rückansicht)

Die dem heiligen Nikolaus gewidmete römisch-katholische St.-Nikolai-Kirche in Brilon ist eine einschiffige barocke Kirche. Sie entstand als Klosterkirche in den Jahren 1772 bis 1782, ist eines der spätesten Bauwerke des Barocks und Rokokos in Westfalen und gehört zur Pfarrei St. Petrus und Andreas Brilon im Erzbistum Paderborn.

## Geschichte
Mit der Stadtgründung von Brilon durch Erzbischof Engelbert I. von Köln wurde auch mit dem Bau der Pfarrkirche begonnen. Indiz dafür ist, dass diese schon 1248 in Benutzung ist. Die aufblühende Stadt entwickelte weitreichende Handelsbeziehungen und wurde Mitglied der Hanse. In diesem Zusammenhang verwundert es nicht, dass dem Patron der Kaufleute und Seefahrer, dem heiligen Nikolaus, zu Ehren schon im 13. Jahrhundert eine Kapelle errichtet wurde. Nach einem Brand wurde die Kapelle 1299 an gleicher Stelle wieder errichtet. Diese Kapelle lag etwas unterhalb (östlich) der heutigen Kirche.
1652 gründeten die Minoriten eine Niederlassung in Brilon und betrieben ab 1655 eine Lateinschule. Ihnen überließ man die Nikolaikapelle zum gottesdienstlichen Gebrauch. Mit der Zeit wurde die Kapelle für die zahlreichen Besucher zu klein. Deshalb begann man 1772 mit dem Bau der heutigen Nikolaikirche. Diese wurde oberhalb (westlich) der Kapelle an das Klostergebäude angebaut. Ab 1782 konnte die Kirche für Gottesdienste genutzt werden, die Arbeiten an der Ausstattung zogen sich noch bis 1798 hin.
Obwohl die Kirche nicht zum Kloster gehörte und nicht Eigentum der Minoriten war, verfügte das Landgräflich Hessische Ministerium im Zuge der Säkularisation am 11. Oktober 1803 die Schließung von Kloster, Lateinschule und Kirche.

Grundriss der Kirche

Nachdem 1820 in den Räumen der Lateinschule ein Progymnasium eingerichtet worden war, wurden im Jahre 1821 die Klostergebäude und die Nikolaikirche durch königliche Kabinettsorder dem Progymnasium zugewiesen. In den Jahren 1835 bis 1854 gestattete man der jungen evangelischen Gemeinde die Mitbenutzung der Kirche. Aufgrund der Nutzung für Gottesdienste sowohl des Gymnasiums als auch der katholischen Pfarrgemeinde kam es 1861 zwischen Magistrat, Stadtverordnetenversammlung, Gymnasialkuratorium und Kirchenvorstand zu einem Vertragsabschluss über die Kosten für die Gottesdienste und den Unterhalt der Kirche. Dieser Vertrag hatte bis 1968 Bestand. Am 15. März 1968 ging die Kirche in den Besitz der Kirchengemeinde über. In den Jahren 1976 bis 1979 erfolgte eine Gesamtrestaurierung der Kirche.

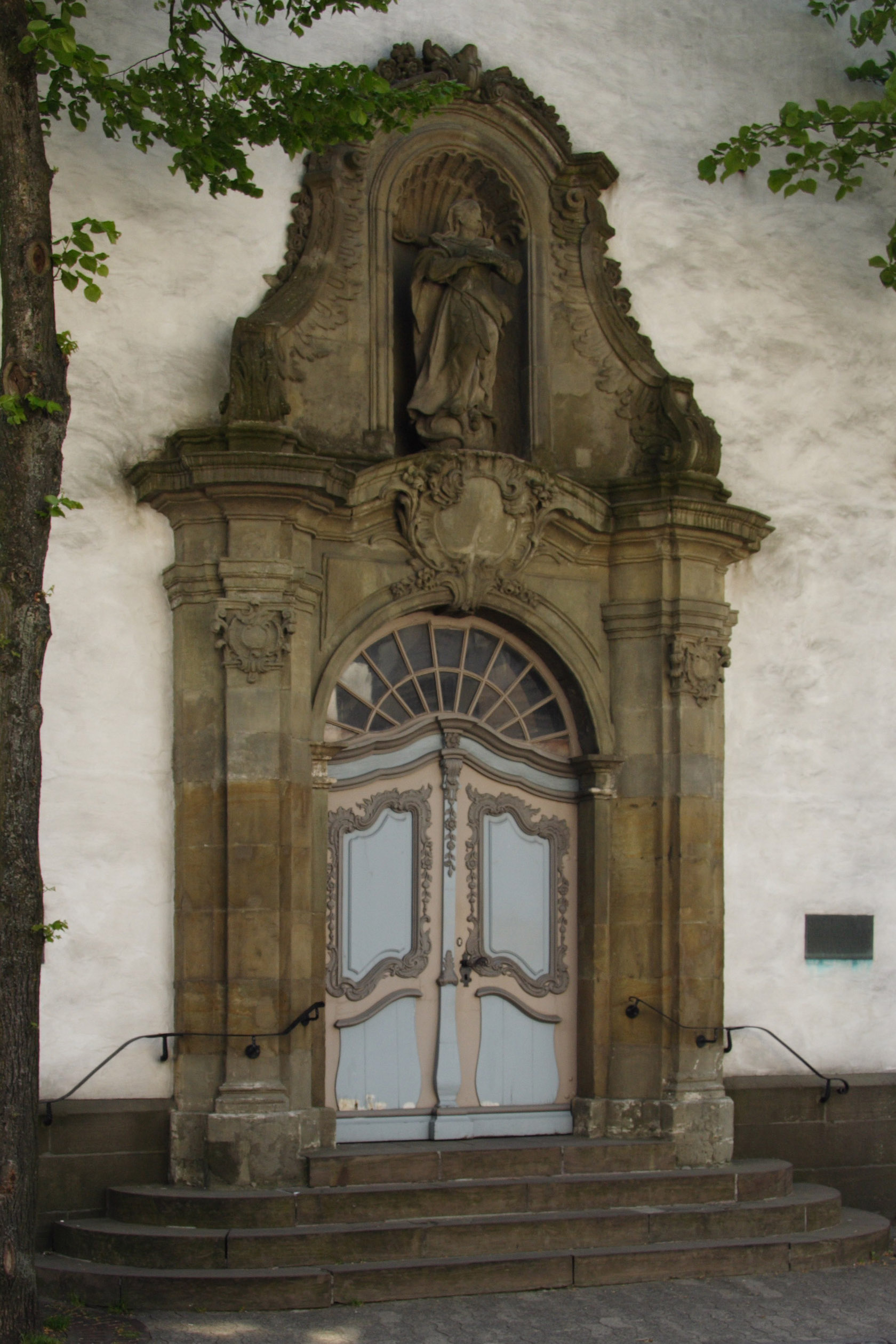
Westportal

## Baubeschreibung
Die Nikolaikirche ist, ohne die erst später angebaute Sakristei, ein 48 m langes und 16 m breites Bauwerk. Das Mauerwerk besteht aus verputzten Bruchsteinen, das mit Sandsteinen architektonisch gegliedert ist. Da die Bettelorden von Anfang an auf massive Türme verzichtete, befindet sich über dem Chor ein hoher Dachreiter. In ihm ist die Wandlungsglocke untergebracht. Der vielfach gegliederte Aufbau ist in barocker Gestaltungsfreude ausgeführt. Dem achtseitigen Hauptgeschoss mit den Schallöffnungen wurde eine barocke, verschieferte Zwiebelhaube aufgesetzt, die von einem Kreuz und einem Hahn bekrönt ist. Die westliche Giebelseite ist hochragend und im Bereich des Daches von Voluten umschlossen. In der Mitte befindet sich ein prachtvolles Rokokoportal, das über eine vierstufige Steintreppe erschlossen ist. Der Rahmen umschließt hochaufragend die Nische über dem Gesims. Über der Eingangstür befindet sich eine feingliedrige Figur der Immaculata. Das Portal und die Fassade weisen deutlich auf eine bauliche Verwandtschaft mit dem Kloster Bredelaer hin. Die mit dem Bau der Kirche beauftragten Ordensmitglieder Eleutherius und Seraphinus hatten keine entsprechende Ausbildung und holten sich wohl Anregungen. Überlieferungen zufolge wäre beinahe wegen statischer Mängel die Westfassade während der Bauzeit eingestürzt. Danach wurde Seraphinus Ellinger vom Bau abgezogen, und Eleutherius, der Erfahrenere der beiden, vollendete die Kirche. In die Westwand wurden zur Stabilisierung Eisenanker eingezogen und die beiden hohen Fenster über dem Portal wurden vermauert. Rechts und links neben dem Portal ist die Wand durch je eine Nische gegliedert; ob darin einmal Figuren standen, ist nicht belegt.
Der Kirchenraum selber ist gegliedert in fünf Joche mit einem 3/6-Schluss im Osten. Getrennt werden die Joche durch vorgesetzte Pilaster, die mit Gurtbögen verbunden sind. Die leichten Kreuzgewölbe der Joche sind ausgeführt mit gebogenen Eichensparren mit eingeschobenem Wellerwerk und werden von den Pilastern getragen.
Unterhalb des Chores befindet sich ein Gruftkeller mit Grabkammern. Dieser war für die Bestattung der Ordensleute vorgesehen.

## Ausstattung

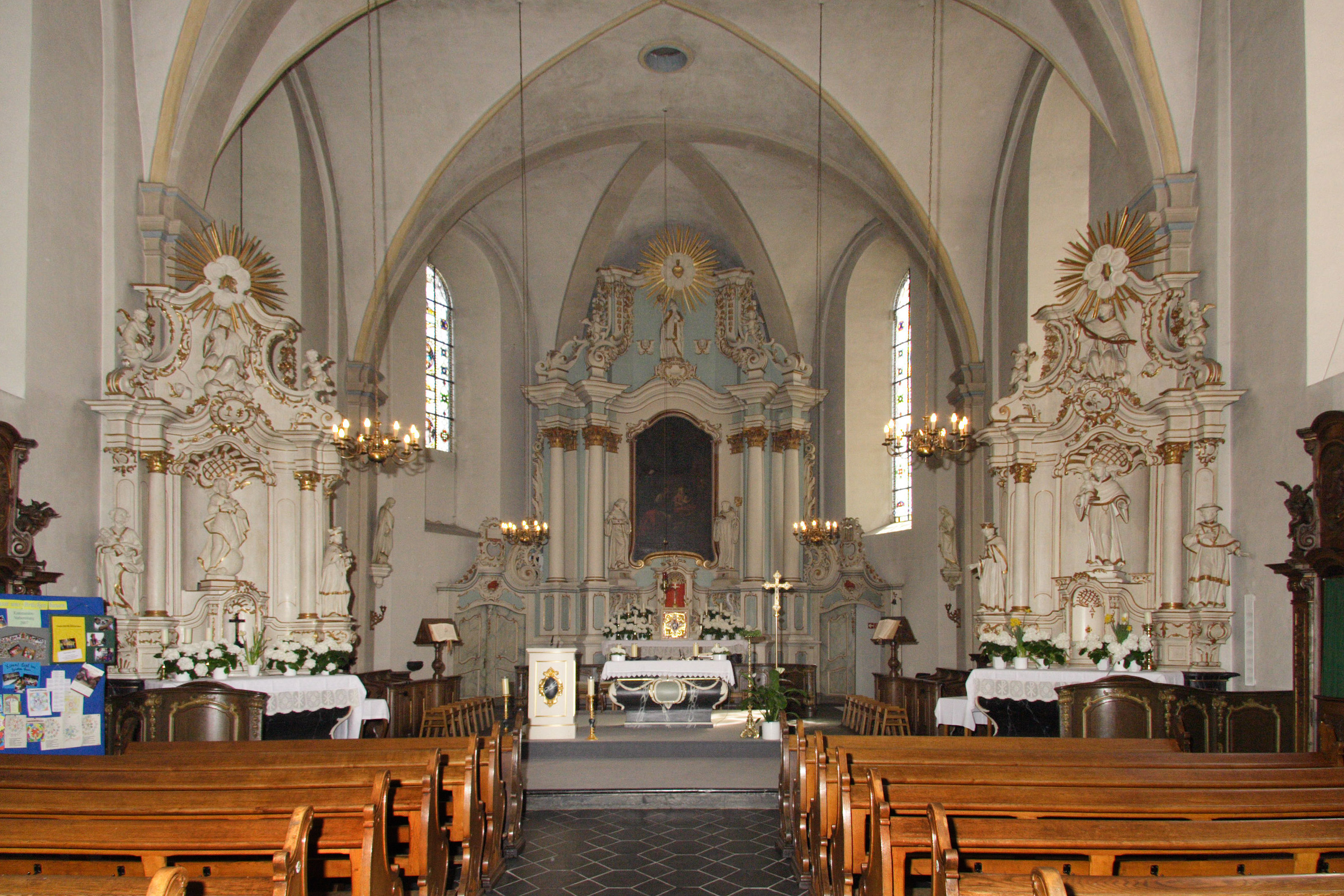
Chor der Nikolaikirche

Die aus dem letzten Viertel des 18. Jahrhunderts stammende Ausstattung harmoniert sehr gut mit der barocken Architektur des Kirchenraumes. Der Chorraum wird durch den Hochaltar abgeschlossen. Dessen beherrschendes Element ist das zentrale Ölgemälde von Anton Joseph Stratmann (* 1734, † 1807) über dem Tabernakel. Es zeigt die Anbetung Jesu durch die drei Weisen. Das Bild wird von zwei Figuren flankiert, die den heiligen Franz von Assisi (links) und den heiligen Bernhard von Clairvaux darstellen. Im Giebelfeld des Hochaltars über dem Bild ist eine Figur des Namenspatrons der Kirche, des hl. Nikolaus angebracht. Den Abschluss nach oben bildet ein mit Dornen umwundenes Herz, umgeben von Wolken und Strahlenkranz. Eingerahmt wird dieses Ensemble von je zwei Säulen vor Pilastern. Der mehrfach gekröpfte hohe Aufbau wird begrenzt von Voluten mit Putten und Fruchtgehängen. Rechts und links neben dem Hochaltar befinden sich zwei Rokokotüren, die harmonisch in den Chorabschluss mit einbezogen werden. Unterhalb des Chores waren in einem Keller acht Sargkammern eingerichtet.
Im Bereich des Ostjochs ist beidseitig das aus Eiche geschnitzte Chorgestühl eingebaut. Es besteht aus jeweils zwei Reihen mit jeweils 14 Sitzen. Die Rückwände aus Holz sind hoch ausgeführt und besitzen ein geschwungenes und verziertes Hauptgesims, das von Blattkonsolen getragen wird. In der Mitte der vorderen Brüstung befindet sich ein drehbares Lesepult. Die 28 Sitzplätze lassen keine Rückschlüsse auf die Größe des Konventes zu; es dürfte wesentlich kleiner gewesen sein.

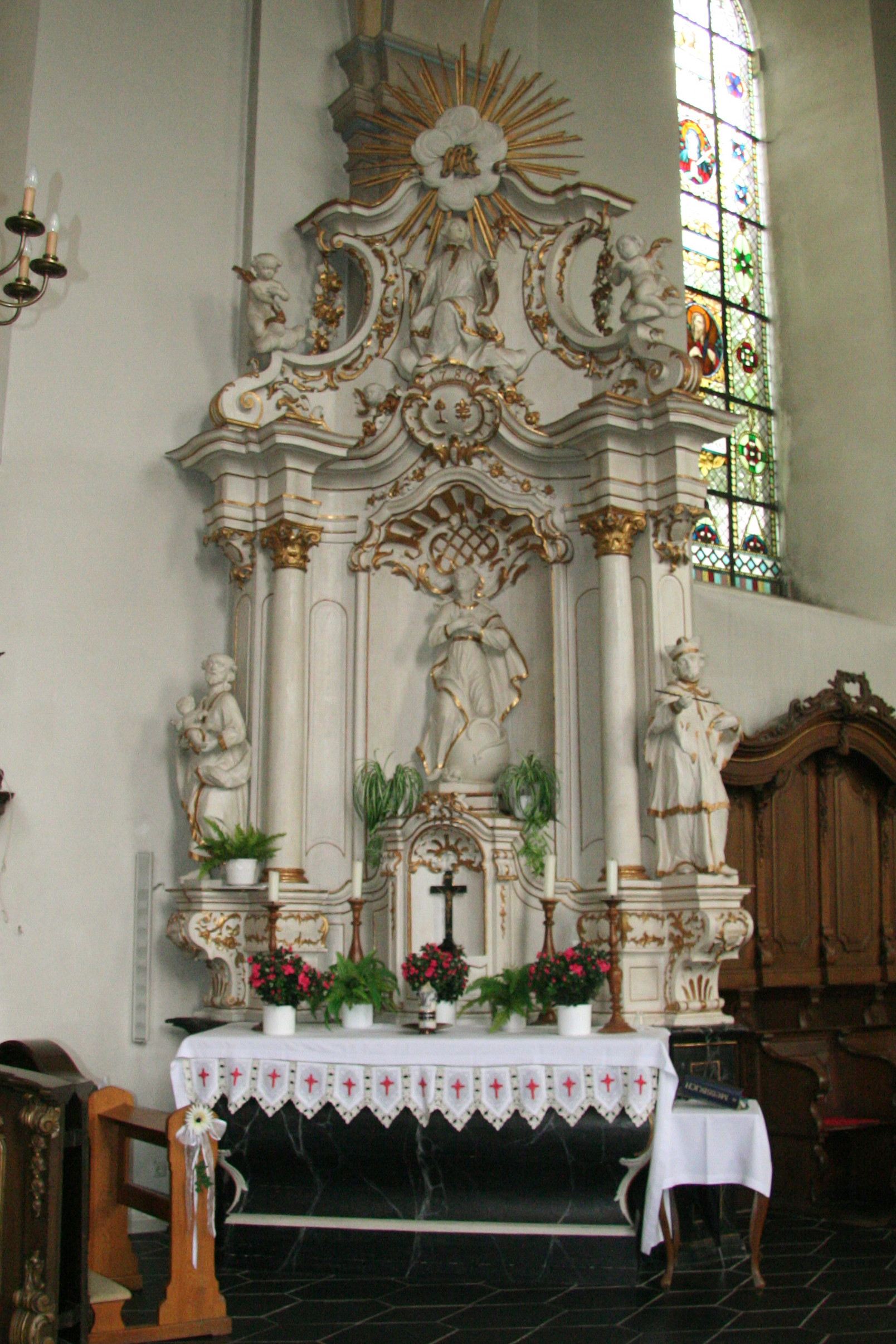
Linker Seitenaltar

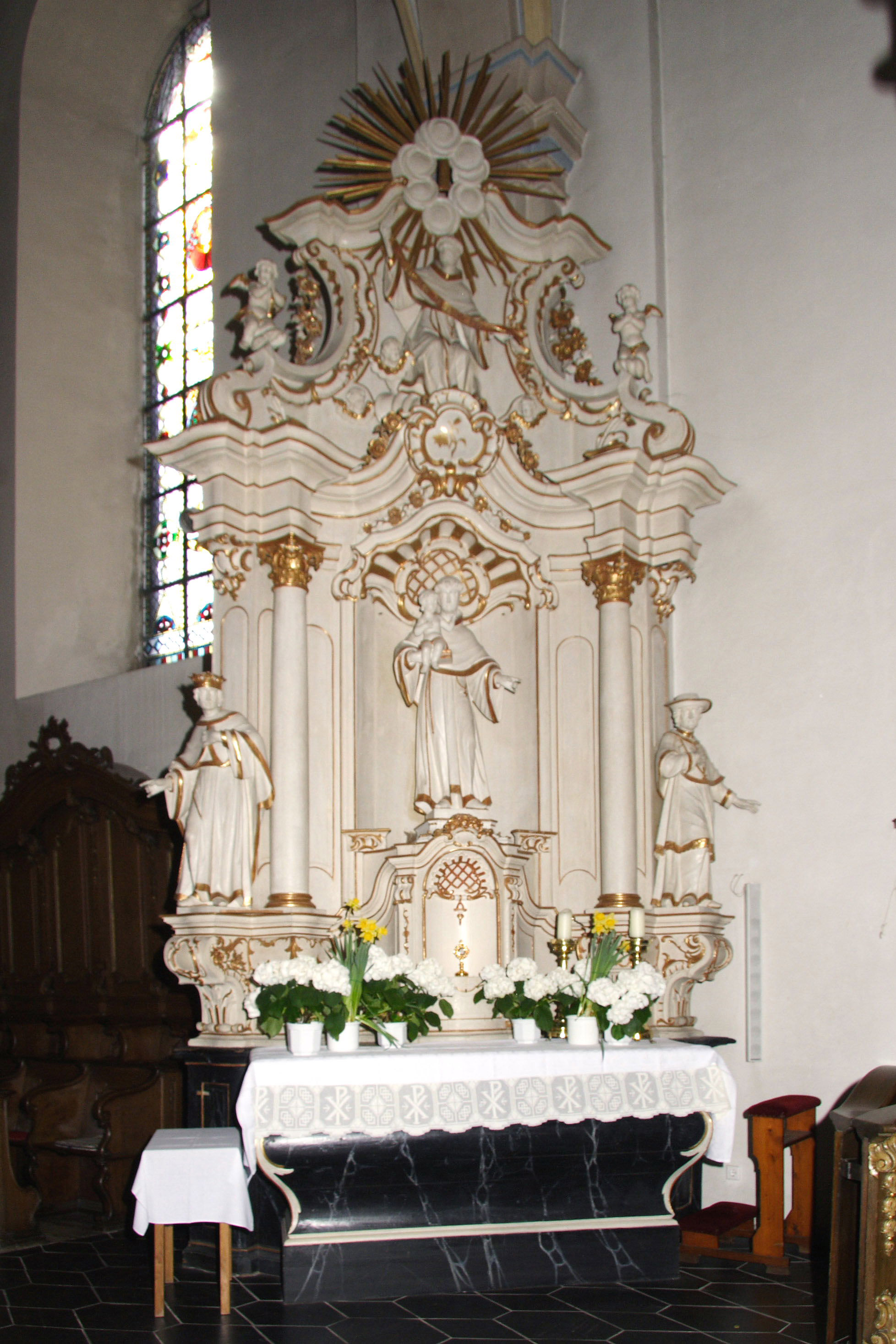
Rechter Seitenaltar

Die identisch aufgebauten Seitenaltäre wurden schräg vor dem vierten Langhauspilaster aufgestellt. Neben der zentralen Figurennische zwei Säulen, darüber das geschweifte Hauptgesims. Der bewegte Aufbau mit Voluten, Putten und Fruchtgehängen wird abgeschlossen von einem Monogramm in Wolken und Strahlenkranz. Außen auf Konsolen und im Giebelfeld sind weitere Figuren angebracht.
Auf der linken Seite der Marienaltar aus dem Jahr 1780. In der zentralen Nische steht eine nicht ursprüngliche Madonna. Links außen steht St. Josef mit dem Jesukind, rechts außen St. Johannes Nepomuk. Zentral über der Madonna im Gesims ist das Wappen der Stifterin, der Witwe Konrad Herman Ulrich, angebracht, darüber die Jahreszahl 1780. Im Giebelfeld eine Figur von St. Aloysius.
Der rechte Seitenaltar ist eine Stiftung des Vikars Johann Jodokus Albert Brandenburg (* 1720, † 1792) aus dem Jahr 1785 und ist als Antoniusaltar gestaltet. In der zentralen Nische ist eine Figur des hl. Antonius mit Jesukind aufgestellt. Darüber ist im Gesims eine stilisierte Lilie und die Jahreszahl 1779 dargestellt. Im Giebelfeld ist eine weitere Figur des begnadeten Predigers mit dem Schriftband „o lingua benedicta“ („o hochgelobte Zunge“) angebracht. Auf den äußeren Konsolen stehen Figuren des heiligen Königs Ludwig (links) und des heiligen Bonaventura (rechts).
Ursprünglich trennte die mehrfach geschwungene und reich verzierte Kommunionbank den Chorraum vom Schiff der Gläubigen. Das Mittelstück der Kommunionbank wurde in jüngerer Zeit im Zuge der Liturgiereform nach dem Zweiten Vatikanischen Konzil in den Chorraum vor den Hochaltar versetzt.
Rechts ist am dritten Langhauspilaster die schöne Rokokokanzel, am gegenüberliegenden Pilaster ist eine Kreuzigungsgruppe angebracht. Diese wie auch die Figuren an den anderen Pilastern stammen jedoch aus jüngerer Zeit.

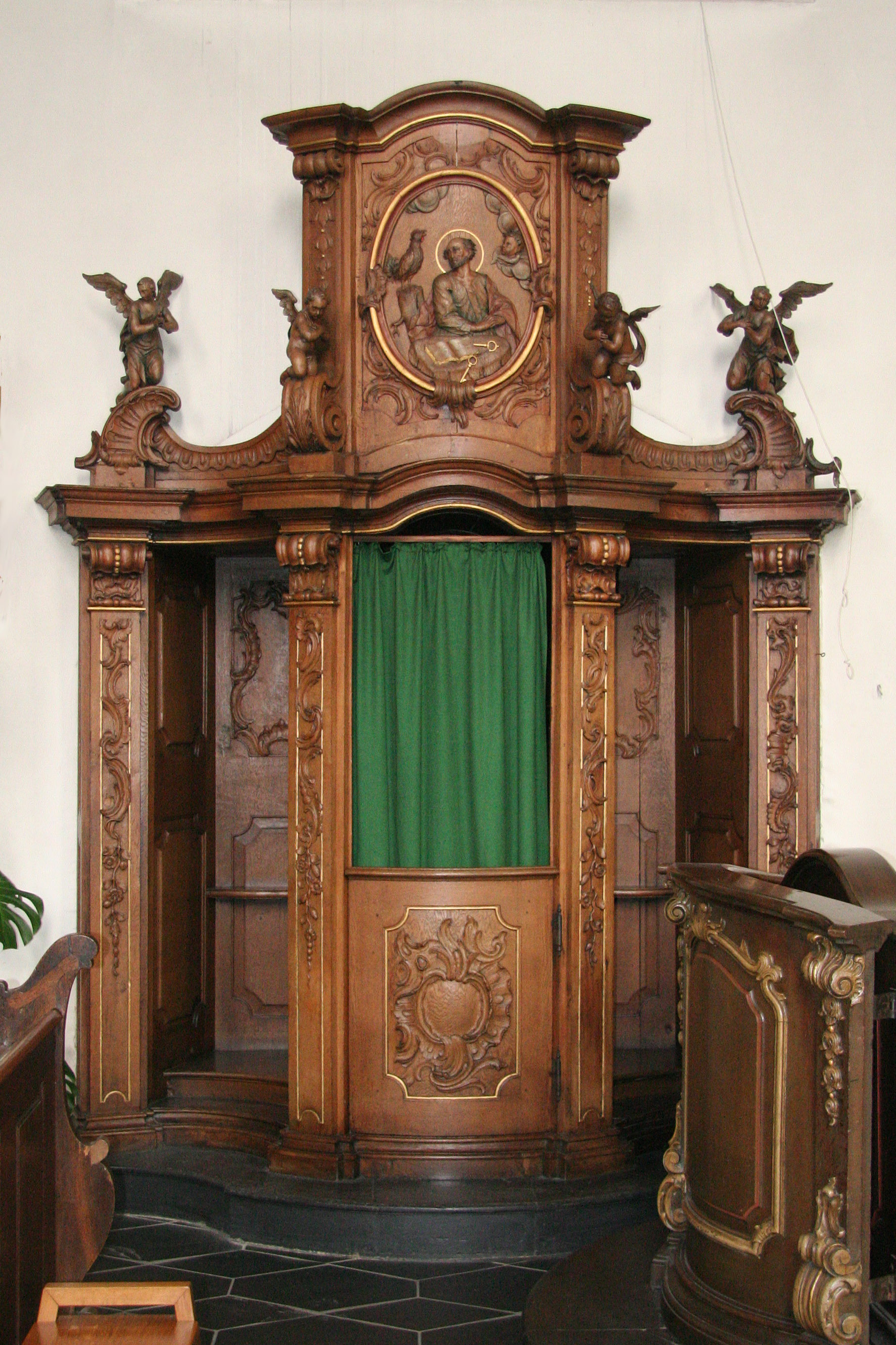
Beichtstuhl vorn links

Die sechs Beichtstühle im Kirchenschiff sind feine Rokokoarbeiten. Vier mit Ranken verzierte Pilaster tragen auf Volutenkapitellen das Gesims und den Oberbau. Dieser wird gebildet aus Pilastern auf Voluten mit knienden Putten, dazwischen sind Reliefs mit einem Bezug zum Bußsakrament angebracht. Die vorderen vier Beichtstühle wurden bei den Jesuiten in Büren gekauft, sie wurden dort 1769 gebaut und wurden wegen der Aufhebung des Jesuitenordens entbehrlich. Die anderen zwei wurden vom Laienbruder Hubertus Grünewald, nach dem Vorbild der aus Büren stammenden, in der Klosterwerkstatt gefertigt. Die Beichtstühle sind in Wandnischen eingelassen. Sie gliedern die Wände des sonst eher schmucklos wirkenden Innenraumes.
Die Reliefs der Beichtstühle in ovalen Rahmen zeigen:
- Hl. Petrus, seinen Blick auf einen krähenden Hahn gerichtet, auf dem Tisch vor Petrus liegen zwei Schlüssel (vorn links)
- Maria Magdalena das Kreuz betrachtend, daneben ein Totenschädel (vorn rechts)
- Hl. Hieronymus in der Wüste, vor ihm ein Löwenkopf. Aus den Wolken der Strahl der göttlichen Erleuchtung. Vor sich ein Buch und in der Hand ein Stein zur Selbstpeinigung (Mitte links).
- Hl. Johannes Nepomuk, Märtyrer des Beichtgeheimnisses (Mitte rechts)
- Hl. Augustinus, der ein Herz in der Hand hält und das Geheimnis der Dreifaltigkeit (Dreieck mit drei Feuerzungen) betrachtet (hinten links).
- König David im Hermelinumhang, Zepter und Krone abgelegt über einem Buch, Dichter der Bußpsalmen (hinten rechts)[5]

Fast die gesamte Ausstattung wurde in der Klosterwerkstatt gefertigt.